# نيلينهو كوينيا
نيلينهو كوينيا (بالإسبانية: Nelinho Quina) (11 مايو 1987 بليما في بيرو - ) هو مدرب كرة قدم ولاعب كرة قدم بيروفي في مركزي الظهير والدفاع. شارك مع منتخب البيرو تحت 20 سنة لكرة القدم. أما مع النوادي، فقد لعب مع الجامعي دي بيرو وخوان أوريتش ونادي سبورتينغ كريستال ونادي فيسترلو وAlianza Atlético ‏ ونادي ميلغار أريكيبا وسيزار فاليجو ‏.

## روابط خارجية
- نيلينهو كوينيا على موقع قاعدة بيانات كرة القدم.إي يو (الإنجليزية)
- نيلينهو كوينيا على موقع Soccerway.com (الإنجليزية)